# ایلام (تامیل)
ایلام (تامیلی: ஈழம்) یا ایلام تامیل (تامیلی: தமிழீழம்) اصطلاحی است که از نام تامیلی باستانی سریلانکا، یعنی «ایلام» گرفته شده‌است. معنای تامیلی «عیلام» به عنوان وطن است.